# نیمه‌عمر (بازی ویدئویی)
نیمه‌عمر (به انگلیسی: Half life) یک بازی ویدئویی علمی–تخیلی به سبک تیراندازی اول شخص است که توسط شرکت ولو ساخته شده‌است و اولین قسمت از مجموعه بازی‌های رایانه‌ای نیمه‌عمر است. این بازی توسط شرکت سییرا برای مایکروسافت ویندوز منتشر شده‌است و علاوه بر آن یک نسخهٔ سازگار شده نیز توسط گیرباکس سافت‌ور برای کنسول پلی‌استیشن ۲ عرضه شده‌است. در نیمه‌عمر بازیکن نقش دکتر گوردون فریمن را به‌دست می‌گیرد، او یک دانشمند فیزیک نظری است که باید راه فراری از یک آزمایشگاه مخفی به بیرون، و همچنین راهی به جبران تحقیقاتی سری که به اشتباه موجب ایجاد درگاهی به جهان موجودات عجیب الخلقه‌ای که قصد نابودی بشر را دارند، پیدا کند.
با انتشار بازی، منتقدان این مجموعه را مورد ستایش قرار دادند، و گرافیک، گیم‌پلی، و روایت آن مورد تحسین قرار گرفت و برندهٔ بیش از پنجاه جایزه بهترین بازی سال برای رایانه شخصی شد. نیمه‌عمر به عنوان بهترین بازی سال توسط مجله بازی، رایانه شخصی در نوامبر ۱۹۹۹، اکتبر ۲۰۰۱ و آوریل ۲۰۰۵ شناخته شد و بیش از ۵۰ جایزه بهترین بازی سال را از آن خود کرد. روندبازی نیمه‌عمر تا چندین سال بعد از انتشار تأثیر بسزایی در بازی‌های سبک تیراندازی اول شخص داشت و همچنین آن را به عنوان یکی از بهترین بازی‌های تمام زمان رایانه می‌پندارند. این بازی تا دسامبر ۲۰۰۸، توانست ۹٫۳ میلیون نسخه در سرتاسر جهان به فروش رساند. این بازی با میانگین امتیاز ۹۴٫۰۲ و ۹۶ از ۱۰۰ به ترتیب در وبگاه‌های گیم رنکینگز و متاکریتیک قرار دارد. ادامه‌ای برای این بازی در سال ۲۰۰۴، با نام نیمه‌عمر ۲ منتشر شده‌است.

## روندبازی
نیمه‌عمر یک بازی در سبک تیراندازی اول شخص است که بازیباز در آن باید به مبارزه و حل معماها بپردازد تا در بازی پیشرفت کند. در مقایسه با بیشتر بازی‌های سبک تیراندازی اول شخص آن زمان، که برای شرح جزئیات داستان بازی متکی بر میان پرده‌ها بودند، نیمه‌عمر به‌طور کلی داستان بازی را به صورت سکانس‌های داستانی و با دید اول شخصی که بازیباز می‌تواند آن را کنترل کند بازگو می‌شد. در این راستا، بازی دارای هیچ میان پرده‌ای نمی‌باشد و بازیباز به ندرت اختیار کنترل گوردون را از دست می‌دهد و در تمام طول بازی، بازی از چشم‌های او دنبال می‌شود. نیمه‌عمر دارای مرحله نمی‌باشد، در ازای آن بازی به بخش‌های مختلفی تقسیم می‌شود که نام آن بخش با جلو رفتن بازیکن در بازی، بر روی صفحه نمایش داده می‌شود.
بازی دارای معمایی از قبیل استفاده از جعبه‌های اطراف برای درست کردن یک راه‌پله کوچک برای رفتن به بخش بعدی که بازیباز باید به آنجا سفر کند، می‌یاشد. در برخی معماها، از محیط برای کشتن دشمنان استفاده می‌شود، مانند کشیدن سوپاپ بخار آب، برای پاشیدن بخار داغ بر روی دشمنان. غول آخرهای کمی در بازی وجود دارند که بازیباز باید با آن‌ها به‌طور مستقیم روبرو شده و آن‌ها را شکست دهد. در اواخر بازی، بازیباز با پوشیدن لباس HEV، قابلیت پرش بلند را دریافت می‌کند که به هنگام نشستن و پریدن به آن اجازه افزایش سرعت و پرش طولی را می‌دهد. بازیباز باید بر این قابلیت در اواخر بازی برای گذشتن از معماهای پرشی زن تکیه کند.
در بیشتر زمان‌ها بازیباز تنهایی به مبارزه می‌پردازد، اما برخی مواقع نیز بعضی شخصیت‌های انتخاب نشدنی مانند گاردهای امنیتی و دانشمندان به او کمک می‌کنند، هر دوی آن‌ها در کنار شما مبارزه کرده و شما را در رسیدن به منطقه جدید و کشف اطلاعات یاری می‌کنند. دشمنان متعددی در بازی وجود دارند که انگل‌های زن به‌شمار می‌روند و شامل: هدکرب، بول‌اسکوئیدز، زامبی هدکرب و ورتی‌گانتز می‌باشند. بازیباز همچنین با انسان‌ها نیز روبرو می‌شود که می‌توان به HECU و تفنگداران دریایی اشاره کرد. سلاح به‌یادماندنی بازی نیمه‌عمر، دیلم است. اما در بازی سلاح‌های زیادی از قبیل سلاح کمری، شات‌گان فرانکی اسپاس ۱۲، مسلسل دستی ام‌پی۵، مگنوم و سلاح دوش‌پرتاب وجود دارد.

### محیط بازی
بیشتر بازی در بیابانی دورافتاده در نیومکزیکو در یک مکان خیالی به نام مرکز تحقیقاتی بلک میسا روایت می‌شود. این مکان از آزمایشگاه ملی لس آلاموس و منطقه ۵۱ الهام گرفته شده‌است. قهرمان بازی، گوردون فریمن، یک دانشمند فیزیک نظری، دانش آموختهٔ ام‌آی‌تی است. فریمن یکی از نجات یافته‌های حادثهٔ بلک میسا می‌شود. حادثهٔ خیالی که سرازیری پرتوهای رزونانس باعث از هم گسیختگی ابعاد در نتیجه تجاوز به دنیاهای دیگر شده‌است. به سبب آن موجودات ناشناخته از دنیایی به نام زن(Xen) به سمت زمین هجوم می‌آورند.
فریمن تلاش می‌کند خود را از این مکان از بین رفته نجات دهد و به زودی درمی‌یابد که در بین دو جناح گرفتار شده‌است. بیگانگان و HECU، تفنگداران دریایی ایالات متحده آمریکا که با از بین بردن موجودات، دکتر فریمن و دیگر بازماندگان می‌خواستند بر این حادثه سرپوش گذارند. در سرتاسر بازی، شخصی مرموز به نام جی-من مرتب ظاهر می‌شود و به نظر می‌رسد حرکات فریمن را زیر نظر گرفته‌است. در انتها، فریمن از دانشمندان و گاردهای امنیتی بازمانده از حادثه کمک گرفته و راه خود تا مجتمع لامبدا در بلک میسا ادامه می‌دهد، که در آنجا تیمی بازمانده او را به دنیای بیگانگان زن (Xen) دورنوردی کرده تا در آنجا نیهیلانث که غول‌آخر بازی نیز است را نابود سازد.
ایده اولیه این بازی الهام گرفته از سری بازی‌هایی همچون دووم و لرزش است که هر دو بازی محصول شرکت اید سافت‌ویر هستند، و همچنین رزیدنت ایول کپ‌کام، داستان کوتاه «مه» نوشته استیون کینگ و یکی از قسمت‌های سریال محدوده بیرونی محصول سال ۱۹۶۳، به نام بردرلند است.

## داستان
در مرکز تحقیقاتی بلک میسا، گوردون فریمن توسط یک تراموای زیرزمینی پیشرفته به سر کار می‌رسد. تا در بخش آزمایش مواد ناشناخته کارش را آغاز کند. او وظیفه دارد تا یک گونه مادهٔ ناشناخته را مقابل پرتوهای آنالیز ضد جرم قرار دهد. غافل از اینکه از این کارش بعدها به عنوان «فاجعهٔ بلک میسا» یاد می‌شود. بعد از قرارگیری این مواد در جلوی دستگاه آنالیز، به‌طور اتفاقی توسط پرتوهای رزونانس، پورتالی بین زمین و دنیایی خیالی به نام زن (Xen) ایجاد می‌شود؛ که سیلی از موجودات ناشناخته به آزمایشگاه و زمین سرازیر می‌شوند. فریمن برای لحظاتی به دنیای Xen تله پورت می‌شود و آنجا را مشاهده می‌کند سپس به آزمایشگاه پرتاب شده و بیهوش می‌شود. وقتی به هوش می‌آید در پی فرار از محیط آزمایشگاه بر می‌آید که در این بین با اجساد دانشمندان و بازماندگان حادثه رو به رو می‌شود. فریمن متوجه می‌شود ارتباط این مرکز تحقیقاتی فوق سری زیرزمینی با سطح زمین کاملاً قطع شده‌است.

صحنه‌ای از بازی نیمه‌عمر

و او باید به تنهایی راهی به سطح زمین پیدا کند. ماجراجویی او برای دیدن قسمت‌های مختلف بلک میسا به منظور پیدا کردن راهی به سطح زمین و البته مبارزه با موجودات فرازمینی آغاز می‌شود. بعد از فراز و نشیب‌ها و مبارزه‌های بسیار او به سطح زمین می‌رسد. اما متوجه می‌شود که ارتش ایالات متحده دستور پاکسازی کامل بلک میسا را دارد. فریمن به ناچار با آنان نیز مبارزه می‌کند یکی از نگهبانان بلک میسا به اطلاع می‌دهد که موشکی آماده پرتاب است. او باید با استفاده از موشک پورتال را از بین ببرد. فریمن موشک را پرتاب می‌کند اما متوجه می‌شود که مانعی وجود دارد که باعث بازماندن پورتال می‌شود او پی می‌برد گروهی از دانشمندان بازمانده فاجعهٔ بلک میسا در «مجتمع تحقیقاتی لامبدا» موفق به ساختن تله پورتی به دنیای Xen شده‌اند. او تصمیم می‌گیرد به آنجا برود تا عاملی که سبب بازماندن پورتال بین دو دنیا شده را از بین ببرد. هنگامی که او به مجتمع لامبدا می‌رسد دانشمندان به او می‌گویند که در صورت رفتن به دنیای زن (Xen) راهی برای بازگشت وجود نخواهد داشت. فریمن می‌پذیرد و به دنیای (Xen) می‌رود.

فریمن در دنیای زن (Xen)

سرانجام او در یک غار بزرگ در Xen موجودی به نام نیهیلیانت را که سبب بازماندن این پورتال شده‌است از بین می‌برد و بیهوش می‌شود. وقتی او دوباره در همان دنیا به هوش می‌آید خود را در برابر فردی مرموز به نام جی‌من (G-man) که از اول بازی او را تعقیب می‌کند، می‌بیند. جی‌من به فریمن پیشنهاد می‌دهد که به خاطر مهارت‌های خارق‌العاده‌اش برای او کار کند همچنین به او می‌گوید او می‌تواند این پیشنهاد را نپذیرد. در اینجا بازیباز می‌تواند انتخاب کند برای جی‌من کار کند یا خیر. در صورت رد پیشنهاد جی من او را تنها در دنیای زن رها می‌کند تا با باقی بیشمار موجودات مبارزه کرده و تلف شود. در صورت قبول پیشنهاد نیز فریمن به یک خواب مصنوعی فرومی‌رود و بازی تمام می‌شود تا در بازی نیمه‌عمر ۲ داستان دنبال شود.

### مراحل بازی
بازی دارای هجده مرحله است که نام‌های آن عبارتند از:
- مرحله صفر: مواد پرخطر (Hazardous Materials)
- مرحله نخست: درون بلک میسا (Black Mesa Inbound)
- مرحله دوم: مواد ناشناخته (Anomalous Materials)
- مرحله سوم: نتایج پیش‌بینی نشده (Unforeseen Consequences)
- مرحله چهارم: بخش دفتری (Office Complex)
- مرحله پنجم: ما مهاجم داریم! (We've Got Hostiles)
- مرحله ششم: گودال انفجار (Blast Pit)
- مرحله هفتم: تجدید قوا (Power Up)
- مرحله هشتم: روی ریل (On A Rail)
- مرحله نهم: هراس (Apprehension)
- مرحله دهم: باقی جریانات (Residue Processing)
- مرحله یازدهم: رفتارهای سؤال‌برانگیز (Questionable Ethics)
- مرحله دوازدهم: کشش سطحی (Surface Tension)
- مرحله سیزدهم: فریمن را فراموش کن! (Forget About Freeman)
- مرحله چهاردهم: مرکز لامبدا (Lambda Core)
- مرحله پانزدهم: زن (Xen)
- مرحله شانزدهم: لانهٔ هیولا (Gonarch's Lair)
- مرحله هفدهم: مسافر ناخواسته (Interloper)
- مرحله هجدهم: نیهیلیانث (Nihilanth)

## تولید
نیمه‌عمر، اولین محصول شرکت ولو بود. شرکت ولو در سال ۱۹۹۶ توسط دو کارمند پیشین مایکروسافت به نام‌های مایک هرینگتون و گیب نیوئل در کرکلند، واشینگتن تأسیس شد.

### نام‌گذاری
نام نیمه‌عمر و همچنین نام تمامی بسته‌های الحاقی آن از عبارات علمی گرفته شده‌است. خود نیمه‌عمر از کمیتی مشهور در علم فیزیک که برای مواد پرتوزا استفاده می‌شود، گرفته شده‌است. کمیت نیمه‌عمر مدت زمانی است که ماده پرتوزا از طریق واپاشی هسته‌ای به نصف مقدار اولیه خود کاهش یابد؛ و نشان بازی لامبدا λ است که از ثابت واپاشی گرفته شده‌است. نیروی مهاجم به این دلیل نامگذاری شده‌است که بازیکن بر ضد قهرمان اصلی نقش ایفا می‌کند و این نام نیز از نیروی واکنش در قانون سوم نیوتن گرفته شده‌است. بازی تکمیلی بلو شیفت نیز از پدیده‌ای به نام انتقال‌به‌آبی گرفته شده‌است.

### موسیقی متن
موسیقی متن بازی اثر کلی بیلی، آهنگساز و طراح ارشد صدا و موسیقی شرکت والو است.
| - ۱. Adrenaline Horror - ۲:۰۹ - ۲. Vague Voices - ۲:۱۱ - ۳. Klaxon Beat - ۱:۰۰ - ۴. Space Ocean - ۱:۳۶ - ۵. Cavern Ambiance - ۱:۳۹ - ۶. Apprehensive Short - ۰۰:۲۳ - ۷. Bass String Short - ۰:۰۸ - ۸. Hurricane Strings - ۱:۳۳ - ۹. Diabolical Adrenaline Guitar - ۱:۴۴ - ۱۰. Valve Theme (Long Version) - ۱:۲۲ - ۱۱. Nepal Monastery - ۲:۰۸ - ۱۲. Alien Shock - ۰:۳۶ - ۱۳. Sirens In The Distance - ۱:۱۲ - ۱۴. Nuclear Mission Jam - ۲:۰۰ | - ۱۵. Scared Confusion Short - ۰:۱۶ - ۱۶. Drums and Riffs - ۲:۰۳ - ۱۷. Hard Technology Rock - ۱:۴۰ - ۱۸. Steam In The Pipes - ۱:۵۵ - ۱۹. Electric Guitar Ambiance - ۱:۲۴ - ۲۰. Dimensionless Deepness - ۱:۲۴ - ۲۱. Military Precision - ۱:۲۰ - ۲۲. Jungle Drums - ۱:۴۹ - ۲۳. Traveling Through Limbo - ۱:۱۷ - ۲۴. Credits / Closing Theme - ۱:۳۹ - ۲۵. Threatening Short - ۰:۳۷ - ۲۶. Dark Piano Short - ۰:۱۷ - ۲۷. Sharp Fear Short - ۰:۰۸ |

## افزونه‌ها و دنباله‌ها

### دنباله
بعد از شایعه ساخت دنباله بازی نیمه‌عمر سرانجام به تاریخ مه ۲۰۰۳ در نمایشگاه ای۳، از نیمه‌عمر ۲ پرده برداری شد. بازیباز یکباره دیگر کنترل شخصیت قبلی دکتر گوردون فریمن را بدست می‌گیرد، اما داستان این دفعه ۲۰ سال بعد از فاجعه بلک میسا در پادآرمان‌شهری واقع در اروپای شرقی، به نام "شهر ۱۷" (City 17) اتفاق می‌افتد، جایی که او باید به عنوان یک شورشی علیه رژیم بیگانگان مبارزه را آغاز کند. نیمه‌عمر ۲ بعد از یک سری مشاجرات و تأخیرها در ۱۶ نوامبر ۲۰۰۴، منتشر گردید.
در ۶ ژوئن ۲۰۰۶، نیمه‌عمر ۲: قسمت نخست منتشر شد و یکی از قسمت‌های سه‌گانه‌ای بود که قسمت دوم آن نیز در ۱۰ اکتبر ۲۰۰۷، به عنوان یکی از قسمت‌های جعبه نارنجی منتشر شد.

### بازسازی
در سال ۲۰۱۲ سازندگان نسخه بازسازی شده این بازی با عنوان نیمه‌عمر ۲ بلک میسا را برای علاقه‌مندان در دسترس قرار دادند.

## بازتاب‌ها
| گردآورنده  | امتیاز          |
| ---------- | --------------- |
| گیم‌رنکینگز | ۹۴٫۲۸٪          |
| متاکریتیک  | ۹۶/۱۰۰ (ویندوز) |

| ناشر       | امتیاز |
| ---------- | ------ |
| گیم‌پرو     | ۵/۵    |
| گیم رولیشن | A      |
| گیم‌اسپات   | ۹٫۴/۱۰ |
| آی‌جی‌ان     | ۹٫۵/۱۰ |

نیمه‌عمر مورد تحسین قرار گرفت و نقدهای مثبتی از طرف منتقدین دریافت نمود و فروش خوبی نیز داشت و توانست تا دسامبر ۲۰۰۸، ۹٫۳ میلیون نسخه در سرتاسر جهان به فروش رساند. نیمه‌عمر با میانگین امتیازه ۹۴٫۲۸ نسخه رایانه‌شخصی و ۸۳٫۲۳ نسخه پلی‌استیشن ۲ از ۱۰۰، در وبگاه گیم رنکینگز قرار دارد. وبگاه گیم‌اسپات به این بازی ۹٫۴ از ۱۰ اهدا کرد و اشاره داشت: این بازی به یک قدمی انقلاب در این سبک بازی نزدیک شده‌است. همچنین گیم‌اسپات آن را در لیست برترین بازی‌های تمام زمان در سال ۲۰۰۷ قرار داد. وبگاه آی‌جی‌ان نیز به آن امتیازه ۹٫۵ از ۱۰ را داد و آن را به عنوان یکی از تأثیرگذارترین بازی‌ها برشمرد.